# Rudtjärnen (Anundsjö socken, Ångermanland, 704405-161905)
Rudtjärnen är en sjö i Örnsköldsviks kommun i Ångermanland och ingår i Moälvens huvudavrinningsområde.